# ライク・ア・ローリング・ストーン
「ライク・ア・ローリング・ストーン」(Like a Rolling Stone)は、アメリカのミュージシャン、ボブ・ディランの楽曲。1965年7月20日にシングルとして発売され、アルバム『追憶のハイウェイ61』に収録された。ビルボード・Hot 100の2位を記録したディラン最大のヒット・シングルである。

## 背景と曲の構成
この曲は6分という、当時のシングルとしては異例の長い演奏時間を有していた。また、「孤独嬢（Miss Lonely）」のたとえを通じて、虚飾に満ちた生き方からの脱却を説く歌詞も、従来のヒットソングにはない辛辣さを持っていた。それにもかかわらず、ラジオによる放送などで評判となり、大ヒットを記録。彼にとって、『キャッシュボックス』で初めて（そして唯一の）シングルチャートNo.1となった（ビルボードでは2位）。
ディランは、『ブリンギング・イット・オール・バック・ホーム』からエレクトリック・ギターとバンド演奏によるサウンドを導入していたが、この曲でマイク・ブルームフィールドのエレクトリック・ギターとアル・クーパーのハモンドオルガンを加えることによって、それまでより歌詞に相応しい重量感と起伏・深度を表現できるようになった。ザ・ホークス（後のザ・バンド）を従えた1966年のワールドツアーのバージョンでは、そのサウンドが更に完成されたものとなっている。
フォークソングをロックと同様の電気楽器を主体としたサウンドによって演奏する音楽形態は、フォーク・ロックと呼ばれるようになっており、すでにアニマルズの「朝日のあたる家」や、バーズによるディラン作品のカバー曲「ミスター・タンブリン・マン」などのヒット曲も現れていた。しかし、それらと比べてこの曲はフォークのトーキングソングに近いスタイルであり、それを自在な拍子でビートと融合させることによって、一層多様な言語表現を可能にした。ディブ・マーシュは「この時代からごく普通のロックバンドでもメッセージ性の強い曲を作るようになったのは、節や拍子が自由で歌詞の内容が制約されないディランの作品の影響によるもの」だとし、特にこの曲については「60年代の社会革命について言われるべきすべてのことが述べられている」というほどの重要性を認めている。
だが、旧来のフォークファンの間では、アコースティック楽器による演奏を純粋なフォークとして尊重する空気が強く、ディランの変化はフォークからロックへの転向とみなされて、大きな批判の声が上がっていた。1966年のワールドツアーでは、観客の一人が「ユダ（裏切り者）！」と叫び、場内に賛同するような拍手やブーイング、更には逆にそれを諌める声などが起こった際、ディランは「お前らなんか信じない。お前らは嘘つきだ！（I don't believe you. You're a liar!）」と言い放ち、大音量でこの曲を演奏した。これは、当時のディランを取り巻いていた状況を象徴する出来事として有名である。
フォークは1960年代初頭から公民権運動などと結びついて多くのプロテストソングを生み出し、知的な社会批評性を持つものとして大学生を中心に愛好されていた。ロックは1950年代から10代の若者を中心に流行していたが、ラブソングを主体とする娯楽性の強いものであった。フォークファンはそうしたロックを中身のない低級な音楽とみなす傾向が強く、プロテストソングの代表的作者であり、「フォークの貴公子」と呼ばれていたディランの変化を、商業主義への身売りであるとして非難していたのである。
だが「ライク・ア・ローリング・ストーン」は、かつて上流階級に属していた女性の転落を描いた部分に見られる反体制的な社会批評性と、「How does it feel?（どんな気持ちだい？）」で始まる意識変革を促すフレーズが相まって、それまでのディランが追求してきたテーマの総決算となっている。この曲の大ヒットは、同時代のロック・ミュージシャンに大きな影響を与え、ロックは単なる若者の娯楽にとどまらない、反体制的な思想性を持つ音楽となって、その文化的影響力を飛躍的に拡大させた。

## 作詞・作曲とレコーディング
歌詞は、イギリス・ツアー終了後の帰途中、1965年6月初旬にディランが書いたある一編の散文詩が元になっている。ディランは、その創作の初期段階について、ジャーナリストのジュールズ・シーゲルズ（Jules Siegel）に以下のように語っている。
「長さは10ページもあった。それは、特別なものじゃなかった。あることに対するぼくの明確な憎しみを自分に正直に、リズムをつけて紙の上に綴っただけのものだった。最後にはそれは、憎しみではなく、ある人たちにきみたちの知らないことがあるよ、きみたちは幸運だよ、と教えるものになっていた。報復ということばの方があたっている。初めはそれを歌だとは考えなかった。だが、ある日ピアノの前にすわったとき、それが紙の上で『どんな気がするかい?（How does it feel?）』と歌いはじめた。とてもゆっくりしたペースで、とてもゆっくりで何かを追いかけているみたいだった。（1966年2月）」
モントリオールでのCBCラジオのインタビューでは、「ライク・ア・ローリング・ストーン」の創作が彼のキャリアの方向性を変えるものであったと説明し、それを「突破口（Breakthrough）」と呼んでいる。「20ページもの長さのある嘔吐作品を書いていた。そこから『ライク・ア・ローリング・ストーン』をつくった。そんなものを前に書いたことはなかったが、ふいにそれが自分のやるべきことだと感じたんだ…。それを書いた後は、小説や戯曲を書く興味が失せた。私は多くのことを抱えすぎていたんだ、歌が書きたいのに。（1966年2月）」ディランはいくつかのインタビューで、「嘔吐（Vomit）」という言葉でそれを語っている。長さについてはさまざまな発言をしたが、最終的に「20ページもあるように思えたが、実際は6ページだった」と述べている。ディランはウッドストックの自宅で、この散文から4番までの歌詞とサビのコーラス部分を組み立てた。作曲はアップライト・ピアノを使いキーG#（嬰ト長調）で作られたが、後にレコーディングのスタジオでギターを使いキーC（ハ長調）に変更している。基本的なパターンは、リッチー・バレンスの「ラ・バンバ」からのものとも述べている。
レコーディングにディランは、プロのレコーディングを経験したことのないギタリストのマイク・ブルームフィールドを起用した。前もって演奏する曲を覚えられるよう、ある週末にディランはブルームフィールをウッドストックの自宅に招いている。ブルームフィールドは、次のように回想している。「最初に聴いたのは『ライク・ア・ローリング・ストーン』だった。彼が求めているのはギターのチョーキングを使うブルースだと私は思った。私が演奏していたのは、まさにそれだからね。でも彼はこう言うんだ、『ちょっと待ってくれ、B.B.キングみたいなのはいらない』。そうか、OK、私は本当にがっかりした。一体何を求めているんだ?私たちはこの曲をひっかき回した。私は彼が望む通りに演奏し、彼もその演奏がグルーヴィーで良いと言ったんだ」
1965年6月15日と16日、トム・ウィルソンのプロデュースの下、ニューヨークのコロムビア・レコーディング・スタジオAにてレコーディングが行われた。

### 演奏
- ボブ・ディラン - ボーカル、エレクトリック・ギター、ハーモニカ
- マイク・ブルームフィールド - エレクトリック・ギター
- ブルース・ラングホーン - タンブリン
- アル・クーパー - ハモンドオルガン
- フランク・オーウェンズ - タック・ピアノ
- ジョー・マッチョ Jr. - ベースギター
- ボビー・グレッグ - ドラム

## 収録作品
ディランによるパフォーマンスが収録されている作品を記す。

### シングル
- Like A Rolling Stone (Part I) / Like A Rolling Stone (Part II)（1965年）
ラジオ放送用コピーやフランス盤やニュージーランド盤などに、前半と後半に分割されたバージョンが存在する。

### スタジオ録音版
- 追憶のハイウェイ61（1965年）
- ボブ・ディランのグレーテスト・ヒット（1967年）
- バイオグラフ（1985年）
- エッセンシャル・ボブ・ディラン（2000年）
- DYLAN（2007年）
- ブートレッグ・シリーズ第1〜3集（1991年）
1965年6月15日のスタジオ・リハーサル。このときは3/4拍子ワルツだった。

### ライブ版
- セルフ・ポートレイト（1970年） - 1969年のワイト島音楽祭
- 偉大なる復活（1974年） - 1974年のザ・バンドとの全米ツアー
- 武道館（1979年） - 1978年のワールドツアー東京公演
- MTVアンプラグド（1995年） - 1994年の『MTVアンプラグド』収録
- ロイヤル・アルバート・ホール（Live 1966）（1998年） - 1966年のワールドツアー
- ノー・ディレクション・ホーム：ザ・サウンドトラック（2005年） - 『ロイヤル・アルバート・ホール』と同音源
- ロック・オブ・エイジス（1972年、ザ・バンドのライブ盤） - 1971年のザ・バンドのライブにゲスト参加

### ライブ映像
- イート・ザ・ドキュメント（未公開） - 1966年のワールドツアー
- MTVアンプラグド（1995年） - CD版と同様
- ノー・ディレクション・ホーム（2006年） - 『イート・ザ・ドキュメント』と同映像を収録
- ニューポート・フォーク・フェスティバル 1963〜1965（2008年） - 1965年のニューポート・フォーク・フェスティバル

## 評価
現在では、ロック史上でも最も重要な曲の一つとされ、2004年に『ローリング・ストーン』が選んだ「ローリング・ストーンの選ぶオールタイム・グレイテスト・ソング500」では1位となった
。そこでは「この曲以上に、商業上の法則と芸術的な慣習に根底から挑んで変革した楽曲はない」と評されている。また、2005年にイギリスの音楽雑誌『アンカット』が企画した「世界を変えた曲、映画、テレビドラマ」を選ぶ特集でも1位となった。ロックの殿堂の「ロックン・ロールの歴史500曲（500 Songs that Shaped Rock and Roll）」の1曲にも選出され、1998年、グラミーの殿堂入りを果たしている。

## カバー・バージョン
多くのミュージシャンにカバーされており、ジミ・ヘンドリックス・エクスペリエンスのモントレー・ポップ・フェスティバルにおけるライブ・バージョン（1970年8月発売の『Historic Performances Recorded at the Monterey International Pop Festival』収録）、ローリング・ストーンズの「ヴードゥー・ラウンジ」ツアーにおけるバージョン（1995年発売の『ストリップド』収録）などがよく知られる。ヘンドリックスの演奏の映像は、1980年代後半に発売されたビデオ『Jimi Hendrix, Otis Redding – Live at Monterey』、2002年に発売された3枚組のDVD『The Complete Monterey Pop Festival』などで見ることができる。
他にニール・ヤング、ラスカルズ、デヴィッド・ボウイ、ミック・ロンソン、ボブ・マーリー、マイケル・ボルトン、ドクター・ジョン、タートルズ、リメインズ、バディ・グレコ、ジュディ・コリンズ、クリエイション、マイケル・ヘッジス、ジョン・メレンキャンプ、グリーン・デイ、キャット・パワー、ペトル・カランドラ（Petr Kalandra、歌詞はチェコ語）らのバージョンがある。
日本でも友部正人やザ・グルーヴァーズ、KUWATA BAND、LOVE PSYCHEDELICO、柳原陽一郎らがカバーしている。

## チャート成績

### 週間チャート
| チャート (1965年)                     | 最高位 |
| ------------------------------------- | ------ |
| ベルギー (Ultratop 50 Wallonia)       | 13     |
| Canada Top Singles (RPM)              | 3      |
| アイルランド (IRMA)                   | 9      |
| オランダ (Dutch Top 40)               | 9      |
| オランダ (Single Top 100)             | 7      |
| ドイツ (Media Control Charts Top 100) | 13     |
| UK シングルス (OCC)                   | 4      |
| US Billboard Hot 100                  | 2      |
| US Cashbox Top 100                    | 1      |

| チャート (2016年)                     | 最高位 |
| ------------------------------------- | ------ |
| フランス (SNEP)                       | 115    |
| Sweden Heatseeker (Sverigetopplistan) | 18     |

### 年間チャート
| チャート (1965年)    | 順位 |
| -------------------- | ---- |
| US Billboard Hot 100 | 41   |
| US Cash Box Hot 100  | 38   |

## 認定
| 国/地域                                   | 認定 | 認定/売上数 |
| ----------------------------------------- | ---- | ----------- |
| イタリア (FIMI)                           | Gold | 25,000      |
| メキシコ (AMPROFON)                       | Gold | 30,000      |
| イギリス (BPI) 2005年以降の売上による認定 | Gold | 400,000     |
| 認定のみに基づく売上数と再生回数          |      |             |